# Robin Scott
Robin Scott (* 1. April 1947 in Croydon, London) ist ein britischer Sänger und Musiker. Ende der 1970er-Jahre landete er mit der Single Pop Muzik unter dem Pseudonym M einen internationalen Hit. Der Song war eine der ersten kommerziell erfolgreichen New-Wave-/Elektropop-Produktionen.

## Biografie
Scott besuchte Ende der 1960er Jahre das Croydon Art College. Zu dieser Zeit trat er in London als Folksänger auf und veröffentlichte unter dem Titel Woman from the Warm Grass sein erstes Album. Er gehörte außerdem einige Zeit zur festen Begleitband von David Bowie. In den 1970er Jahren produzierte Scott auf seinem eigenen Plattenlabel eine ganze Reihe von Bands, darunter Roogalator und Adam and the Ants.
1978 zog Scott nach Paris und veröffentlichte dort erstmals unter dem Namen „M“ – der Name ist abgeleitet von den Schildern der Métro Paris – die Single Modern Man. Sie wurde kein Erfolg. Mit seiner zweiten Veröffentlichung gelang ihm jedoch ein Welthit: Pop Muzik stürmte im April 1979 die britischen Charts und stieg dort bis auf Platz zwei. Mit einiger Verzögerung erreichte die Single im Juni 1979 in Deutschland Platz eins der Charts und hielt sich dort sechs Wochen. Schließlich gelang „M“ im November 1979 auch der Sprung auf Platz eins der US-amerikanischen Billboard-Charts.
Es folgten zwischen 1979 und 1982 drei weitere Singles und zwei Alben, mit denen „M“ aber bei weitem nicht mehr an seinen Erfolg mit Pop Muzik anknüpfen konnte. Ein Remix von Pop Muzik erreichte 1989 noch einmal die Top 20 der britischen Charts.
Scott veröffentlichte 1982 zusammen mit Ryuichi Sakamoto die Alben The Arrangement und Left Handed Dream.
1997 verwendeten U2 während ihrer Popmart-Tour Pop Muzik als Intro.
Berenice Scott, von 2020 bis 2023 Keyboarderin bei den Simple Minds, ist seine Tochter.

## Diskografie

### Alben
als Robin Scott
- 1969: Woman from the Warm Grass
- 1982: Left Handed Dream (Ryūichi Sakamoto feat. Robin Scott)
- 1982: The Arrangement
- 1998: Jive Shikisha (mit Shikisha)

als M
- 1979: New York – London – Paris – Munich
- 1980: The Official Secrets Act
- 1982: Famous Last Words
- 2009: Pop Muzik 30th Anniversary Remixes

### Kompilationen
als M
- 1993: The History of Pop Muzik
- 1996: Pop Muzik: The Very Best of M

### Singles
als Robin Scott
- 1969: The Sailor
- 1982: The Arrangement (mit Riuichi Sakamoto)
- 1982: Once in a Lifetime (mit Riuichi Sakamoto)
- 1982: Just About Enough (mit Riuichi Sakamoto)
- 1982: Eureka-ka-ka!
- 1984: Crazy Zulu! (mit The Afrikan Pioneers)
- 1989: Pop Muzik (1989 Re-Mix)
- 2000: Pop Y2K (Part 1)

als Comic Romance
- 1978: Cry Myself to Sleep

als M
- 1978: Moderne Man
- 1979: Pop Muzik
- 1979: Moonlight and Muzak
- 1979: That’s the Way the Money Goes
- 1979: Cowboys & Indians
- 1980: Official Secrets
- 1980: Join the Party
- 1981: Keep It to Yourself
- 1982: Danube
- 1995: Spiritual Man

## Auszeichnungen für Musikverkäufe
Anmerkung: Auszeichnungen in Ländern aus den Charttabellen bzw. Chartboxen sind in ebendiesen zu finden.
| Land/RegionAuszeichnungen für Musikverkäufe (Land/Region, Auszeichnungen, Verkäufe, Quellen) | Silber  | Gold     | Platin | Verkäufe  | Quellen           |
| -------------------------------------------------------------------------------------------- | ------- | -------- | ------ | --------- | ----------------- |
| Deutschland (BVMI)                                                                           | —       | Gold1    | —      | 250.000   | musikindustrie.de |
| Vereinigte Staaten (RIAA)                                                                    | —       | Gold1    | —      | 1.000.000 | riaa.com          |
| Vereinigtes Königreich (BPI)                                                                 | Silber1 | —        | —      | 250.000   | bpi.co.uk         |
| Insgesamt                                                                                    | Silber1 | 2× Gold2 | —      |           |                   |

## Belege
1. ↑  The Arrangement. In: All Music. Abgerufen am 22. Juli 2021 (englisch).
2. 1 2  Chartquellen: DE, AT, CH, US UK

| Personendaten    | Personendaten                 |
| ---------------- | ----------------------------- |
| NAME             | Scott, Robin                  |
| ALTERNATIVNAMEN  | M (Pseudonym)                 |
| KURZBESCHREIBUNG | britischer Sänger und Musiker |
| GEBURTSDATUM     | 1. April 1947                 |
| GEBURTSORT       | Croydon, London               |